# Opius nosamaensis
Opius nosamaensis är en stekelart som beskrevs av Fischer 1990. Opius nosamaensis ingår i släktet Opius och familjen bracksteklar. Inga underarter finns listade i Catalogue of Life.